# Mare Nostrum

Средиземное море или «Mare nostrum», окруженное Римской Империей в 117 году н. э.

Mare Nostrum (с лат. — «наше море») или Mare Internum (с лат. — «внутреннее море») — название Средиземного моря у древних римлян.
Первоначально Mare Nostrum называлось Тирренское море после завоевания Римом Корсики, Сардинии и Сицилии. К началу правления Октавиана Августа, когда римские владения простирались от Иберийского полуострова до Египта, Mare Nostrum стали называть уже всё Средиземное море.
В первые годы после объединения Италии в 1861 году термин был возрождён итальянскими националистами, которые считали, что Италия является государством-правопреемником Римской империи и должна стремиться управлять бывшими римскими территориями в Средиземноморье.
Бенито Муссолини использовал данный термин в пропагандистских целях, подобно понятию «Жизненное пространство» Гитлера.